# Leigh Whannell
Leigh Whannell (* 17. ledna 1977 Melbourne, Victoria, Austrálie) je australský scenárista, filmový producent a herec. V 18 letech byl přijat na filmovou školu v Melbourne díky jeho talentu na psaní a vyprávění různých příběhů. Během studia se seznámil s Jamesem Wanem, který stejně jako Leigh měl do budoucna plán natočit film. K tomu Leighovi dopomohla nějaká doba strávená v nemocnici kvůli bolestem hlavy a právě tam začal psát scénář k jednomu z jeho nejúspěšnějších filmů — Saw: Hra o přežití z roku 2004. Získal ocenění v Teen Choice Awards 2005 v kategorii Scream Scene.

## Herecká filmografie
- The Pardon
- Insidious
- Legenda o sovích strážcích
- Doggie Heaven
- Dying Breed
- Rozsudek smrti
- Saw 3
- Báječný den
- Saw: Hra o přežití
- Matrix Reloaded
- The Referees
- Saw (2003)
- Recovery (TV seriál)